# Jyske mesterskab 1907-08 (fodbold)
Det jyske mesterskab i fodbold 1907-08 var den 10. udgave af turneringen om det jyske mesterskab i fodbold for herrer organiseret af Jysk Boldspil-Union. Turneringen blev for første gang vundet af AGF, der i finalen slog Ringkøbing IF.
Finalen skulle oprindeligt være spillet på Marselisborg Boldplads i Aarhus, som imidlertid var oversvømmet af regn. Kampen blev derfor samme dag flyttet til en bane i den nordlige del af byen. Ringkøbing IF mente, at finalen burde være udsat og nedlagde protest. JBU gav to måneder senere Ringkøbing IF medhold. Det blev dog besluttet, at der ikke skulle spilles en omkamp. Til gengæld uddeltes ingen pokal.

## Nordkredsen
AaB, AGF, Vejle BK og Vejen SF blev kredsvindere.

### Kredssemifinaler
10/5 1908 AGF - AaB 2-0
Vejle BK - Vejen SF 11 - 1

### Kredsfinale
16/5 1908 Vejle BK - AGF 2 - 7

## Sydkredsen
Ringkøbing IF vandt Sydkredsen.

## Finale
24/5 1908: AGF - Ringkøbing IF 3 - 2 ( 1 - 0)
Kampen skulle være spillet på Marselisborg Boldplads i Aarhus, som imidlertid var oversvømmet af regn. Finalen blev derfor flyttet til en bane i den nordlige del af byen.

## Øvrige kilder
- Alstrup, Aksel (1950-1953). "JBU-mesterskabernes fordeling". Jysk Fodbold i Fortid og Nutid - Bind 1 & 2. Odense: Jydsk Boldspil-Union, Østergaards Forlag. s. 88-92.
- Johannes Gandil (1939): Dansk fodbold, Sportsbladets forlag.